# Cua M/D/c
En la teoria de cues, una disciplina dins de la teoria matemàtica de la probabilitat, una cua M/D/c representa la longitud de la cua en un sistema amb {\displaystyle c} servidors, on les arribades es determinen mitjançant un procés de Poisson i els temps de servei del treball són fixos (deterministes). El nom del model està escrit en la notació de Kendall. Agner Krarup Erlang va publicar per primera vegada aquest model el 1909, començant el tema de la teoria de cues. El model és una extensió de la cua M/D/1 que només té un servidor únic.

## Definició del model
Una cua M/D/c és un procés estocàstic que l'espai d'estats és el conjunt {\displaystyle \{0,1,2,3,...\}} on el valor correspon al nombre de clients del sistema, incloent-hi qualsevol que estigui actualment en servei.
- Les arribades es produeixen a ritme {\displaystyle \lambda } d'acord amb un procés de Poisson i mou el procés d'estat {\displaystyle i} a {\displaystyle i+1}.
- Els temps de servei són un temps determinístic {\displaystyle D} (servint a una relació {\displaystyle \mu =1/D}).
- Els {\displaystyle c} servidors serveixen clients des de la part superior de la cua segons una disciplina FIFO. Quan el servei està complet, el client deixa la cua i el nombre de clients del sistema es redueix d'una sola vegada.
- El buffer té una mida infinita, de manera que no hi ha cap límit en el nombre de clients que pugui contenir.

## Distribució del temps d'espera
Erlang va demostrar que quan {\displaystyle \rho (\lambda D)/c<1}, la distribució del temps d'espera té distribució {\displaystyle F(y)} donada per:
{\displaystyle F(y)=\int _{0}^{\infty }F(x+y-D){\frac {\lambda ^{c}x^{c-1}}{(c-1)!}}e^{-\lambda x}{\text{d}}x,\quad y\geq 0\quad c\in \mathbb {N} .}
Crommelin va mostrar això, escrivint {\displaystyle P_{n}} per a la probabilitat estacionària d'un sistema amb {\displaystyle n} o menys clients:
{\displaystyle \mathbb {P} (W\leq x)=\sum _{n=0}^{c-1}P_{n}\sum _{k=1}^{m}{\frac {(-\lambda (x-kD))^{(k+1)c-1-n}}{((K+1)c-1-n)!}}e^{\lambda (x-kD)},\quad mD\leq x<(m+1)D.}